# Pédoncule cérébelleux inférieur

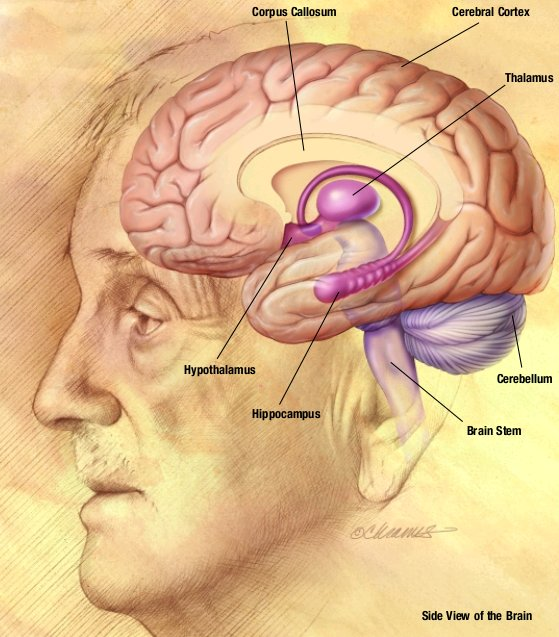
Schéma de profil du cerveau humain

Le pédoncule cérébelleux inférieur désigne la connexion entre le cervelet et l'olive bulbaire ainsi que de la moelle épinière, des noyaux spinales et myélencéphaliques.
Les faisceaux neuronaux émergent postérieurement et latéralement du bulbe rachidien, en dessus des ébauches des nerfs craniens VII à XI. Il s'agit de fibres grimpantes, issues de l'olive inférieure, et de fibres moussues, prenant leur origine dans la moelle épinière, des noyaux spinales et myélencéphaliques.
Les fibres grimpantes sont des axones faisant directement synapse avec les cellules de Purkinje, des interneurones GABA-ergiques ou les noyaux profonds du cervelet. Leur neurotransmetteur étant l'aspartate, ces synapses sont excitatrices. Les fibres moussues connectent les cellules granulaires ainsi que les noyaux profonds du cervelet.